# 卡斯泰尔佩特罗索
卡斯泰尔佩特罗索（義大利語：Castelpetroso），是意大利伊塞尔尼亚省的一个市镇。总面积22平方公里，人口1644人，人口密度74.7人/平方公里（2009年）。ISTAT代码为094010。